# Kimlinh Tran
Kimlinh Tran (geboren am 12. Dezember 1989), auch bekannt unter dem Pseudonym Hnilmik, ist eine stimmschauspielerisch tätige Person aus Kalifornien. Bekannt ist Tran für die Arbeit an verschiedenen Animes und Videospielen sowie verschiedenen Parodieprojekten, in denen Animes humoristisch von Fans neu synchronisiert werden. In diesem Bereich ist Tran vornehmlich als die Stimme von Chi-Chi in TeamFourStars Dragon Ball Z Abridged bekannt.

## Karriere
Tran ist besonders bekannt für ihre Vertonungen verschiedener Stimmanteile in Videospielen, besonders jedoch für ihre Rolle als Fidget aus Dust: An Elysian Tail und Ms. Fortune aus Skullgirls. Sie hat bereits Aufnahmen für Videospielentwickler wieWinter Wolves (Always Remember Me, Loren The Amazon Princess) und Wadjet Eye Games (Gemini Rue) angefertigt. Ihre Stimme ist in mehr als 200 Internetprojekten zu hören.

## Privatleben
Tran identifiziert sich als asexuell und nichtbinär (specifically demigirl), und nutzt im Englischen die she/her und they/them-Pronomen. Sie hat einen vietnamesischen Migrationshintergrund.

## Filmographie

### Animation
- Attack on Titan: Abridged – Mikasa Ackerman
- Beyblade Burst – Valt Aoi (Seasons 3–7)
- Cells at Work! – Immature Thymocyte[6]
- Dragon Ball Z: Abridged – Chi-Chi, Godzirra Girl
- Fight Ippatsu! Jūden-chan!! – Charger Girl Engineer[7]
- Hellsing Ultimate Abridged – Yumie Takagi
- Kagemono: The Shadow Folk – Fox
- K-On! Season 2 – Shizuka Kinoshita, Keiko Sano, Kimiko Makigami, weitere Stimmen
- MapleStory: New Leaf Saga – EP05 – Farah
- Nura: Rise of the Yokai Clan – Additional Voices
- Pokémon the Movie: Secrets of the Jungle – Koko
- RWBY – Volume 9 – Schmied
- Sanity Not Included – Amanda
- Secret Millionaires Club „Be Cool To Your School“ – weitere Stimmen
- Squid Girl Volume 2 – weitere Stimmen
- The Terrain of Magical Expertise (TOME) – Granda
- Toradora! – weitere Stimmen
- Tweeny Witches – weitere Stimmen
- The Beachbuds – PonPon

### Videospiele
- Always Remember Me – Amarantha Finch
- Apotheon – Ares Warrior, Gefangene Nymphe
- Backstage Pass – Professor Meridia
- Cookie Run: Kingdom – Kumiho Cookie[8]
- Cryamore – Bliss Barson
- Eternally Us – Fiona „Fio“ Mackenzie
- Dust: An Elysian Tail – Fidget
- DreadOut – Dedemit Pintu, Jurig Pengantin, Palasik
- Galactic Phantasy Prelude – Emma Rose, Ship A.I.
- Gemini Rue – Edward Wong Hau Pepelu Tivrusky IV
- Haunt the House: Terrortown – Geisterjunge, Menschen
- Heroes of Newerth – Queen Serecta, Ven, Lightningbringer, Penitent Lodestone
- Loren The Amazon Princess – Loren
- Monster Strike – Sima Yi, Huang Gai, Coral, Pearl, Homumi, Gigabeast Fighters, Poca-Poco, Decarabia
- Rival Threads: Last Class Heroes – Maya Pendleton
- Skullgirls – Ms. Fortune, Robo-Fortune
- Snipperclips – Snip, Clip[9]
- Stick It To The Man – Heart der Hund, Cranky Nurse, Maria, Beatrice der Hund, Maggie McAllister, Christina the Ghost Girl, Nurses, Black Widow, Alien Lady, Donna Grandiosa, Sentient Missile, Fötus, Soap Opera Woman
- Wargroove – Ragna[10]
- Zombie Vikings – Ravens, Duck Girl, Pinata Maggot, Toughy Scout, Maggot Guards, Sally the Maggot
- Zwei: The Ilvard Insurrection – Exmachina[11]

### Produktion
- Haunt the House: Terrortown – Casting Coordinator, Voice Director[12]